# Palazzo Talenti-Framonti
Der Palazzo Talenti-Framonti, auch Palazzo Mangelli oder Palazzo del Credito Romagnolo, ist ein Palast aus dem 15. Jahrhundert im historischen Zentrum von Forlì in der italienischen Region Emilia-Romagna. Es liegt an der Piazza Aurelio Saffi 41–43.

## Geschichte
Zuerst gehörte der Palast der Familie Talenti, einer der Familien, die sich gegen die Ordelaffis, die Herren von Forlì, auflehnten. Man weiß, dass ein Francesco Talenti ein Wohnhaus am Hauptplatz von Forlì bereits um 1436 besaß. Der Palast fiel dann an die Familie Framonti. Im 19. Jahrhundert gehörte er dagegen dem Grafen Vincenzo Mangelli.
Nach und nach wurde das Haus zum Sitz der Credito Romagnolo, die später in der Sparkasse Forlì aufging.

## Beschreibung
Der Palast verdankt sein heutiges, klassizistisches Aussehen dem Wirken des Architekten Giuseppe Missirini (1775–1829) aus Forlì, der von den Mangellis eingeschaltet wurde. Es sollte jedoch ein späterer Eingriff von Cesare Bazzani in den 1830er-Jahren erwähnt werden, der den Winkel zur Kirche Mariä Verkündigung retuschieren sollte, um den Lauf des heutigen Corso della Repubblica zur Piazza Aurelio Saffi flüssiger zu machen.
Die Verzierungen im Inneren des Palastes erinnern an Felice Giani und seine Schule; auch in diesem Falle initiierte die Familie Mangelli die Arbeiten.

## Die Loggia und der «Trebbo»
Die Loggia des Palastes wird „Loggia dei Signori“ genannt, während man das Gelände zwischen diesem Palast, dem Palazzo Serughi und der Kirche Mariä Verkündigung als „Trebbo di Mozzapè“ bezeichnet.
In der Loggia dei Signori eröffnete Angelo Damerini im Jahre 1884 die erste Ädikula in Forlì für den Verkauf von Zeitschriften.